# Concierto para oboe (Haydn)
El Concierto para oboe en do mayor, Hoboken VIIg:C1, comúnmente atribuido a Joseph Haydn, fue compuesto ca. 1790. Los musicólogos modernos están de acuerdo en que Haydn no compuso el concierto; más bien, su hermano, Michael Haydn, o un escritor fantasma al que Haydn subcontrató para atender la creciente demanda de su música.

## Estructura
Se compone de tres movimientos:
1. Allegro spiritoso
2. Andante
3. Rondo: Allegretto´'

El concierto tiene una duración de unos 22 minutos.
Charles-David Lehrer cree que el primer movimiento del concierto era similar al de los conciertos para oboe de Johann Christian Fischer, Johann Christian Bach, y Carl Stamitz, y que en su estructura tenía similitud con los de Johann Stamitz y con los de Carl Philipp Emanuel Bach, aunque el atribuido a Haydn tenía un tema B contrastante.

## Autoría
Aunque comúnmente atribuido a Haydn, la autoría del concierto se encuentra en disputa. Debido a que Haydn recibía numerosos encargos de terceros, tras un tiempo decidió contratar los servicios de otros autores, y también hacer pasar como suyas obras de su hermano Michael, con el fin de obtener mayores beneficios. Debido a esta práctica, los musicólogos modernos han tenido que utilizar una variedad de pistas para deducir o hacer hipótesis acerca de quién escribió esta obra de Haydn. En los años 50, Anthony van Hoboken incluyó el concierto en su catálogo de obras de Haydn. Sin embargo, es ampliamente considerado espurio. Cuando la lista de obras realizada por el propio Haydn fue descubierta en 2008, el concierto no estaba incluida.
El MGG y el Catálogo Haynes de música para oboe apuntan a la autoría de Ignaz Malzat.